# Чемпионат Нигерии по шоссейному велоспорту
Чемпионат Нигерии по шоссейному велоспорту — национальный чемпионат Нигерии по шоссейному велоспорту, проводимый Федерацией велоспорта Нигерии. За победу в дисциплинах присуждается майка в цветах национального флага (на илл.).

## Призёры

### Мужчины. Групповая гонка.
| Год  | Победитель     | Второй            | Третий           |
| ---- | -------------- | ----------------- | ---------------- |
| 2006 | Оуэн Осейз     | Афиси Бакаре      | Пэм Чоджи        |
| 2013 | Содик Аджибаде | Калеб Кализибе    | Гудньюс Клиффорд |
| 2023 | Куротими Абака | Бетел Темпл Окейя | Адениран Опейеми |

### Мужчины. Индивидуальная гонка.
| Год  | Победитель   | Второй | Третий |
| ---- | ------------ | ------ | ------ |
| 2006 | Самуэль Куду |        |        |

### Женщины. Групповая гонка.
| Год  | Победитель            | Второй           | Третий           |
| ---- | --------------------- | ---------------- | ---------------- |
| 2013 | Глори Одиасе          | Рита Мибака Агго | Розмари Маркус   |
| 2023 | Эсе Ловина Укпесерайе | Мэри Самуэль     | Хаппинесс Эрнест |